# Joey Roggeveen
Joey Roggeveen (Hoofddorp, 20 maart 1998) is een Nederlands voetballer die als doelman.

## Clubcarrière

### Verhuur aan Telstar
Joey Roggeveen speelde in de jeugdopleidingen van RKSV HBC, HFC Haarlem, AFC Ajax en AZ. Doordat AZ samenwerkte met Telstar zat hij aan het einde van het seizoen 2014/15 enkele wedstrijden als reservekeeper op de bank in de Eerste divisie bij Telstar.

### Terugkeer bij AZ
Nadat Jong AZ in 2016 toetrad tot de voetbalpiramide, was Roggeveen bij dit team reservekeeper. Door blessures kwam hij niet in actie voor Jong AZ, en mocht hij in 2018 vertrekken omdat hij niet aan de sportieve verwachtingen voldeed.

### Telstar
Hij tekende een contract voor één seizoen bij Telstar.

### Tweede terugkeer bij AZ
Na twee maanden Telstar keerde Roggeveen terug bij AZ omdat hij onvoldoende perspectief zag bij de Velsenaren. Hij debuteerde in het betaald voetbal in de Eerste divisie voor Jong AZ op 12 oktober 2018, in de met 2-2 gelijkgespeelde thuiswedstrijd tegen Jong FC Utrecht. Hij speelde dat seizoen vijf wedstrijden in de Eerste divisie en zat ook tweemaal op de bank bij het eerste team in de Eredivisie. Medio 2019 liep zijn contract bij AZ af.

### FC Volendam
Eind september 2019 sloot Roggeveen aan bij FC Volendam waar hij echter pas vanaf 2020 speelgerechtigd was. In het seizoen 2020/21 streed hij met Nordin Bakker voor een plek in de basis, Bakker ging uiteindelijk meer spelen dan Roggeveen. Aan het einde van het seizoen besloot FC Volendam de aflopende contracten van beide doelmannen niet te verlengen.

### Ajax
In juni 2021 ondertekende hij een eenjarig contract bij AFC Ajax waar hij bij de selectie van Jong Ajax aansloot. Op 1 november 2021 maakte de doelman zijn debuut voor Jong Ajax in een competitiewedstrijd tegen Telstar. De wedstrijd werd met 3-0 gewonnen. Het was voor de beloftenploeg de eerste keer in 45 wedstrijden dat ze de nul wisten te houden. Dit bleek uiteindelijk ook zijn enige wedstrijd voor Jong Ajax te zijn. Aan het einde van het seizoen besloot de ploeg zijn aflopende contract niet te verlengen. 
Op 1 juli 2022 sloot Roggeveen enigszins verrassend aan bij het trainingskamp van AFC Ajax in De Lutte. De 24-jarige doelman was vanaf die dag eigenlijk officieel geen Ajax-speler meer, maar werd opgeroepen omdat zowel Maarten Stekelenburg als Remko Pasveer vanwege blessures afwezig waren. In het seizoen 2022/23 zat hij eenmaal op de bank bij de selectie van Jong Ajax, op 24 oktober 2022 voor een wedstrijd tegen VVV-Venlo.

### FC Den Bosch
Roggeveen tekende medio 2023 voor twee seizoenen bij FC Den Bosch, waar hij gehaald werd als opvolger van de naar Helmond Sport vertrokken doelman Wouter van der Steen.

### FC Tulsa
Op 9 februari 2024 tekende Roggeveen bij het Amerikaanse FC Tulsa, uitkomend in de USL Championship. Aan het einde van het seizoen 2024 werd het contract van de doelman in onderling overleg ontbonden.

## Statistieken

### Beloften
| Seizoen         | Club             | Competitie      | Competitie | Competitie | Beker | Beker | Internationaal | Internationaal | Totaal | Totaal |
| Seizoen         | Club             | Competitie      | Wed.       | Dlp.       | Wed.  | Dlp.  | Wed.           | Dlp.           | Wed.   | Dlp.   |
| --------------- | ---------------- | --------------- | ---------- | ---------- | ----- | ----- | -------------- | -------------- | ------ | ------ |
| 2016/17         | Jong AZ          | Tweede divisie  | 0          | 0          | 0     | 0     | —              | —              | 0      | 0      |
| 2017/18         | Jong AZ          | Eerste divisie  | 0          | 0          | 0     | 0     | —              | —              | 0      | 0      |
| 2018/19         | Jong AZ          | Eerste divisie  | 5          | 0          | 0     | 0     | —              | —              | 5      | 0      |
| Club totaal     | Club totaal      | Club totaal     | 5          | 0          | 0     | 0     | 0              | 0              | 5      | 0      |
| 2019/20         | Jong FC Volendam | Tweede divisie  | 5          | 0          | 0     | 0     | —              | —              | 5      | 0      |
| 2020/21         | Jong FC Volendam | Tweede divisie  | 3          | 0          | 0     | 0     | —              | —              | 3      | 0      |
| Club totaal     | Club totaal      | Club totaal     | 8          | 0          | 0     | 0     | 0              | 0              | 8      | 0      |
| 2021/22         | Jong Ajax        | Eerste divisie  | 1          | 0          | 0     | 0     | —              | —              | 1      | 0      |
| 2022/23         | Jong Ajax        | Eerste divisie  | 0          | 0          | 0     | 0     | —              | —              | 0      | 0      |
| Club totaal     | Club totaal      | Club totaal     | 1          | 0          | 0     | 0     | 0              | 0              | 1      | 0      |
| Carrière totaal | Carrière totaal  | Carrière totaal | 14         | 0          | 0     | 0     | 0              | 0              | 14     | 0      |

Bijgewerkt op 9 juli 2023.

### Senioren
| Seizoen         | Club            | Competitie      | Competitie | Competitie | Beker | Beker | Internationaal | Internationaal | Totaal | Totaal |
| Seizoen         | Club            | Competitie      | Wed.       | Dlp.       | Wed.  | Dlp.  | Wed.           | Dlp.           | Wed.   | Dlp.   |
| --------------- | --------------- | --------------- | ---------- | ---------- | ----- | ----- | -------------- | -------------- | ------ | ------ |
| 2014/15         | Telstar         | Eerste divisie  | 0          | 0          | 0     | 0     | 0              | 0              | 0      | 0      |
| 2018/19         | Telstar         | Eerste divisie  | 0          | 0          | 0     | 0     | 0              | 0              | 0      | 0      |
| Club totaal     | Club totaal     | Club totaal     | 0          | 0          | 0     | 0     | 0              | 0              | 0      | 0      |
| 2018/19         | AZ              | Eredivisie      | 0          | 0          | 0     | 0     | 0              | 0              | 0      | 0      |
| Club totaal     | Club totaal     | Club totaal     | 0          | 0          | 0     | 0     | 0              | 0              | 0      | 0      |
| 2019/20         | FC Volendam     | Eerste divisie  | 0          | 0          | 0     | 0     | 0              | 0              | 0      | 0      |
| 2020/21         | FC Volendam     | Eerste divisie  | 18         | 0          | 1     | 0     | 0              | 0              | 19     | 0      |
| Club totaal     | Club totaal     | Club totaal     | 18         | 0          | 1     | 0     | 0              | 0              | 19     | 0      |
| Carrière totaal | Carrière totaal | Carrière totaal | 18         | 0          | 1     | 0     | 0              | 0              | 19     | 0      |

Bijgewerkt op 9 juli 2023.

## Erelijst
Jong AZ
Tweede divisie 2016/17